# Paul Sturgess (basket-ball)
Pour les articles homonymes, voir Sturgess.
Paul Sturgess, né le 25 novembre 1987 à Loughborough, est un joueur professionnel anglais de basket-ball.
Il a été officiellement mesuré pieds nus par Guinness World Records en novembre 2011 à 2,32 m (7′ 7″) pesant 147 kg (323 lb). Sturgess était le plus grand joueur de basket-ball universitaire aux États-Unis.

## Carrière sportive

### Carrière universitaire
- 2007–2008 :  Florida Tech
- 2009–2011 :  Mountain State

### Carrière professionnelle
- 2011-2013 :  Harlem Globetrotters
- 2013-2014 :  Texas Legends
- 2014-2015 :  Cheshire Phoenix